# Đạo hàm toàn phần
Trong toán học, đạo hàm toàn phần của một hàm {\displaystyle f} tại một điểm là xấp xỉ tuyến tính tốt nhất gần điểm này của hàm đối với các đối số của nó. Không giống như các đạo hàm riêng, đạo hàm toàn phần xấp xỉ hàm số theo tất cả các đối số. Trong nhiều tình huống, điều này giống như xem xét tất cả các đạo hàm riêng một cách đồng thời (cũng có những tình huống đặc biệt).

## Đạo hàm toàn phần như là một ánh xạ tuyến tính
Đạo hàm riêng mô tả sự thay đổi của hàm số theo một hướng nhất định (ứng với đối số đã chọn). Khi ta xét tất cả các đối số, sự thay đổi của hàm số phụ thuộc cả vào hướng của đối số. Do đó, một cách tự nhiên để thể hiện đạo hàm toàn phần là sử dụng ánh xạ tuyến tính.
Đặt {\displaystyle U\subseteq \mathbf {R} ^{n}} là một tập con mở. Một hàm {\displaystyle f:U\rightarrow \mathbf {R} ^{m}} được gọi là khả vi (toàn phần) tại một điểm {\displaystyle a\in U} nếu tồn tại một phép biến đổi tuyến tính {\displaystyle df_{a}:\mathbf {R} ^{n}\rightarrow \mathbf {R} ^{m}} sao cho
{\displaystyle \lim _{x\rightarrow a}{\frac {\|f(x)-f(a)-df_{a}(x-a)\|}{\|x-a\|}}=0.}
Ánh xạ tuyến tính {\displaystyle df_{a}} được gọi là đạo hàm (toàn phần) hoặc vi phân (toàn phần) của {\displaystyle f} tại {\displaystyle a}. Ta cũng ký hiệu {\displaystyle D_{a}f} hoặc {\displaystyle Df(a)}. Một hàm là khả vi (toàn phần) nếu nó khả vi toàn phần tại mỗi điểm trong miền xác định.
Định nghĩa của đạo hàm toàn phần thể hiện rằng {\displaystyle df_{a}} là xấp xỉ tuyến tính tốt nhất của {\displaystyle f} tại điểm {\displaystyle a}. Điều này có thể được chính xác hóa bằng cách định lượng sai số của xấp xỉ {\displaystyle df_{a}}. Viết
{\displaystyle f(a+h)=f(a)+df_{a}(h)+\varepsilon (h),}
với {\displaystyle \varepsilon (h)} là sai số trong phép tính gần đúng. Nói rằng đạo hàm của {\displaystyle f} tại {\displaystyle a} là {\displaystyle df_{a}} tương đương với
{\displaystyle \varepsilon (h)=o(\lVert h\rVert ),}
với {\displaystyle o} là ký hiệu o nhỏ và chỉ ra rằng {\displaystyle \varepsilon (h)} nhỏ hơn nhiều so với {\displaystyle \lVert h\rVert } khi {\displaystyle h\to 0}. Đạo hàm toàn phần {\displaystyle df_{a}}, nếu tồn tại, là duy nhất.
Đạo hàm toàn phần liên hệ với các đạo hàm riêng phần như sau:
```
Định lý
 - Giả sử 

  

    

      

        
f

      

    

    
{\displaystyle f}

  

 là một hàm khả vi tại 

  

    

      

        
a

      

    

    
{\displaystyle a}

  

 với đạo hàm toàn phần 

  

    

      

        
d

        

          
f

          

            
a

          

        

      

    

    
{\displaystyle df_{a}}

  

. Thế thì đạo hàm theo hướng 

  

    

      

        
u

      

    

    
{\displaystyle u}

  

: 

  

    

      

        

          
f

          
′

        

        
(

        
a

        
,

        
u

        
)

      

    

    
{\displaystyle f'(a,u)}

  

 tồn tại với mọi 

  

    

      

        
u

        
∈

        

          

            
R

          

          

            
n

          

        

      

    

    
{\displaystyle u\in \mathbb {R} ^{n}}

  

 và ta có 

  

    

      

        

          
f

          
′

        

        
(

        
a

        
,

        
u

        
)

        
=

        
d

        

          
f

          

            
a

          

        

        
(

        
u

        
)

      

    

    
{\displaystyle f'(a,u)=df_{a}(u)}

  

 
Với 

  

    

      

        
u

      

    

    
{\displaystyle u}

  

 là các véc-tơ cơ sở tiêu chuẩn, ta thu được các đạo hàm riêng phần.
[
1
]
```

Ngược lại, ta cũng có một điều kiện đủ sau đây.
```
Định lý
 - Giả sử 

  

    

      

        
f

      

    

    
{\displaystyle f}

  

 là một hàm thỏa mãn 
*  một đạo hàm riêng phần 

  

    

      

        

          
D

          

            
i

          

        

        
f

      

    

    
{\displaystyle D_{i}f}

  

 tồn tại tại điểm 

  

    

      

        
a

      

    

    
{\displaystyle a}

  

 
*  

  

    

      

        
n

        
−

        
1

      

    

    
{\displaystyle n-1}

  

 đạo hàm riêng phần còn lại tồn tại 
trong một hình cầu mở chứa
 

  

    

      

        
a

      

    

    
{\displaystyle a}

  

 và 
liên tục tại
 

  

    

      

        
a

      

    

    
{\displaystyle a}

  

 
Thế thì 

  

    

      

        
f

      

    

    
{\displaystyle f}

  

 khả vi tại 

  

    

      

        
a

      

    

    
{\displaystyle a}

  

.
[
2
]
```

```
Hệ quả
 - Giả sử 

  

    

      

        
f

      

    

    
{\displaystyle f}

  

 có các đạo hàm riêng phần liên tục trên một tập mở 

  

    

      

        
U

      

    

    
{\displaystyle U}

  

. Thế thì 

  

    

      

        
f

      

    

    
{\displaystyle f}

  

 khả vi trên 

  

    

      

        
U

      

    

    
{\displaystyle U}

  

.
```

Ví dụ, ánh xạ {\displaystyle f:\mathbb {R} ^{2}-\{(0,0)\}\to \mathbb {R} ^{2},(x,y)\mapsto ({\frac {1}{xy}},x)} có đạo hàm toàn phần tại một điểm {\displaystyle (a,b)} là {\displaystyle df_{(a,b)}(u,v)=({\frac {-1}{a^{2}b}}u+{\frac {-1}{ab^{2}}}v,u)}. Các đạo hàm riêng phần là {\displaystyle {\frac {\partial f}{\partial x}}(a,b)=df_{(a,b)}(1,0)=({\frac {-1}{a^{2}b}},1)} và {\displaystyle {\frac {\partial f}{\partial y}}(a,b)=df_{(a,b)}(0,1)=({\frac {-1}{ab^{2}}},0)}.

## Đạo hàm toàn phần như là một dạng vi phân
Khi hàm đang xem xét có giá trị thực, đạo hàm toàn phần có thể được biểu diễn như là một dạng vi phân. Ví dụ, giả sử rằng {\displaystyle f\colon \mathbf {R} ^{n}\to \mathbf {R} } là một hàm khả vi của các biến {\displaystyle x_{1},\ldots ,x_{n}}.
Xét một véc-tơ trong {\displaystyle {\textbf {R}}^{n}}
{\displaystyle \Delta x={\begin{pmatrix}\Delta x_{1},&\cdots &,&\Delta x_{n}\end{pmatrix}}^{T}}
Ta có
{\displaystyle f(a+\Delta x)-f(a)-df_{a}(\Delta x)=o(\vert \Delta x\vert )}
với
{\displaystyle df_{a}=\sum _{i=1}^{n}{\frac {\partial f}{\partial x_{i}}}(a)dx_{i}.}
là một {\displaystyle 1}-dạng vi phân.

## Đạo hàm của ánh xạ hợp
Với hai hàm số {\displaystyle f} và {\displaystyle g}, đạo hàm toàn phần của hàm hợp {\displaystyle g\circ f} tại {\displaystyle a} thỏa mãn
{\displaystyle d(g\circ f)_{a}=dg_{f(a)}\circ df_{a}.}
Nếu các đạo hàm toàn phần của {\displaystyle f} và {\displaystyle g} được xác định bởi các ma trận Jacobi, phép hợp ở vế phải ứng với phép nhân ma trận.